# Harsiesis
| G5 | G39 | Q1 | X1 · Aa2 |

| G5 | G39 | Q1 | X1 · Aa2 |

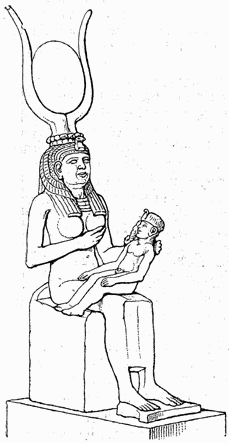
Horus niño amamantado por Isis.

Harsiesis, Harsiese, Hor-sa-iset o Hor sa Aset, 'Horus hijo de Isis' es una forma de Horus en la mitología egipcia. Era este un dios-halcón, muy venerado en el delta del Nilo, donde se le consideraba el vengador de su padre Osiris ante su tío Seth, príncipe del desierto. 
Hijo póstumo de Osiris, la figura de Harsiesis es indisociable de su madre Isis. Nace en los pantanos de Jemmis, un lugar simbólico en el delta, donde ella lo esconde y protege de todo peligro. También la diosa Uadyet, protectora del Bajo Egipto, se quedó allí como serpiente para vigilar al niño y a su madre, manteniendo el lugar cubierto con cañas y papiros. Pero su carácter colérico se lleva mal con el agradecimiento y la gentileza. Siendo adolescente, y con inconsciencia, corta la cabeza a Isis porque tenía lástima por Seth. Thot proporcionará a la diosa una nueva cabeza de reemplazo, pero es la cabeza de una vaca.
En el Imperio Antiguo, se hace referencia a Harsiesis en los textos de las pirámides (466a), al equiparar al rey con el hijo de Osiris y Hathor. En los textos se narra que Hor-sa-iset realizó el rito de la "apertura de la boca" en el faraón muerto, para asegurar que el faraón mantendría el uso de sus facultades en el Más Allá.

## Representaciones
Suele representársele como un niño, con el dedo en su boca. Es un aspecto que lo confunde con Harpócrates, de quien, sin embargo, se diferencia por dos aspectos: 
- Recién nacido, sobre las rodillas de su madre que lo amamanta, escondido en un matorral entre papiros.
- Hombre joven, próximo a Harendotes, muy combativo, con graves problemas con su tío Seth, objeto de un mito que da lugar a múltiples vicisitudes.

Esta teónimo fue portado por varios príncipes de la Dinastía XXII, de los cuales dos fueron sumos sacerdotes de Amón, Harsiesi I y Harsiesi II. Se encuentra también en un sumo sacerdote de Atum y abuelo materno del faraón Necao II.